# Jesse Tobias
Jesse Tobias (Austin, 1º aprile 1972) è un chitarrista statunitense.
Texano originario del Messico, lavorò con i Red Hot Chili Peppers nel 1993, e poi fu sostituito nello stesso anno da Dave Navarro. In precedenza suonava nei Mother Tongue. Dopo aver lasciato i Chili Peppers, iniziò a lavorare con Alanis Morissette. 
Durante un tour con Morissette nel 1996 incontrò Angie Hart, il cui gruppo Frente! stava aprendo un concerto della cantante. I due si sposarono nel 1997 e si trasferirono a Los Angeles. Tobias ha continuato a lavorare come chitarrista per alcuni concerti, e in altre attività nell'industria musicale. 
Insieme alla moglie fondò gli Splendid, che pubblicarono un album nel 1999 soprattutto in Australia; negli Stati Uniti ebbero notorietà per aver collaborato con il creatore del telefilm Buffy l'ammazzavampiri, Joss Whedon. Tobias fu accreditato alla produzione (con Christophe Beck e Whedon) e agli arrangiamenti (con Beck) per un episodio della sesta stagione. Hart e Tobias hanno divorziato all'inizio del 2005.
Il chitarrista ha recentemente suonato dal vivo per Morrissey, sostituendo Alain Whyte. Ha anche aiutato Morrissey a scrivere il singolo "You Have Killed Me", pubblicato nel marzo del 2006 ed entrato al terzo posto in classifica in Gran Bretagna.